# Bryan Tamacas
Bryan Alexander Tamacas López "BUBA" (sinh ngày 21 tháng 2 năm 1995) là một cầu thủ bóng đá người El Salvador, thi đấu ở vị trí hậu vệ cho Santa Tecla.

### Bàn thắng quốc tế
Bàn thắng và kết quả của El Salvador được để trước.
| #  | Ngày               | Địa điểm                                             | Đối thủ   | Bàn thắng | Kết quả | Giải đấu |
| -- | ------------------ | ---------------------------------------------------- | --------- | --------- | ------- | -------- |
| 1. | 7 tháng 3 năm 2019 | Sân vận động Banc of California, Los Angeles, Hoa Kỳ | Guatemala | 3–0       | 3–1     | Giao hữu |

## Danh hiệu
- Santa Tecla
- 4 VECES CAMPEÓN CON SANTA TECLA 
  - Primera División (1): Clausura 2015